# Jan Ignác Cimbal
Jan Ignác Cimbal též Johann Ignaz Cimbal (1722 Bílovec – 1795 Vídeň), byl moravský a rakouský malíř a rytec období pozdního baroka a rokoka. Působil v Čechách, na Moravě, ve Slezsku, Uhrách a Vídni.

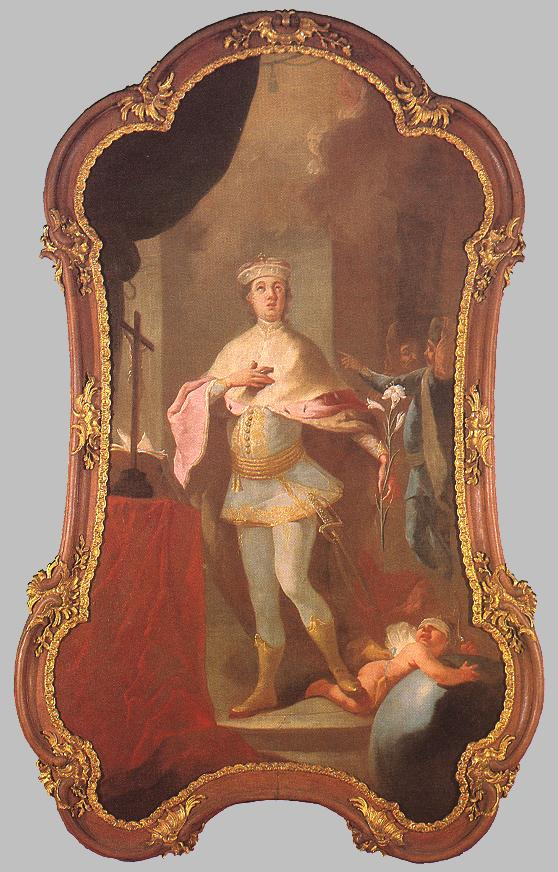
Svatý Emerich, oltářní obraz ve Veszprému

## Život
Z rodného Bílovce odešel zprvu studovat na gymnázium milosrdných bratří v Příboře, kde byl motivován pro studium chrámového malířství. Odtud šel do Vídně, kde v letech 1742–1753 vystudoval malířství na Akademii v ateliéru F. A. Maulbertsche, jehož stylem a rokokovou barevností byl ve své tvorbě silně ovlivněn.
Jeho přáteli byli malíř Felix Ivo Leicher z Bílovce a sochař Raymond Sieß, který byl křestním kmotrem Cimbalových dětí. Maloval nástěnné malby a oltářní plátna pro mnohé chrámy a kláštery v monarchii. Roku 1760 se oženil s Josefou Oblasserovou, dcerou vídeňského malíře Wolfganga Oblassera. Oba jejich synové se stali malíři ve Vídni: Jakub (* 1752) a Jan (* 1754).

## Dílo
Pracoval často pro Kláštery milosrdných bratří, například v Brně a ve Valticích, dále vytvořil oltářní obraz sv. Augustina a sv. Jana z Boha pro hospital milosrdných bratří v Kuksu. Z východních Čech se dochovaly jeho malby ještě v Novém Městě nad Metují a v Rychnově nad Kněžnou. Rád spolupracoval s malíři Janem Jablonský a Ignácem Mayerem starším.
Dále maloval ve Vídni, v Linci, ale i v Uhrách, kam dodal mj. oltářní obraz svatého Emericha do Veszprému. Své návrhové kresby a malby také prováděl v grafických listech, nejčastěji technikou mědirytu nebo leptu.